# Показатель (Весёловский район)
Показа́тель — хутор в Весёловском районе Ростовской области. 
Входит в состав Краснооктябрьского сельского поселения.

## Население
| 1989 | 2002 | 2010 |
| ---- | ---- | ---- |
| 118  | ↘110 | ↗112 |

## Улицы
На хуторе имеется одна улица: Тополиная.

## Достопримечательности
Рядом с хутором находятся курганы и курганные группы, являющиеся объектами культурного наследия регионального значения.